# Nowy Kawęczyn (gemeente)
De gemeente Nowy Kawęczyn is een landgemeente in het Poolse woiwodschap Łódź, in powiat Skierniewicki.
De zetel van de gemeente is in Nowy Kawęczyn.
De gemeente telt 22 sołectwo.
Op 30 juni 2006 telde de gemeente 3295 inwoners.

## Demografie
Stand op 30 juni 2004:
| Omschrijving                   | Totaal | Totaal | Vrouwen | Vrouwen | Mannen | Mannen |
| ------------------------------ | ------ | ------ | ------- | ------- | ------ | ------ |
| eenheid                        | aantal | %      | aantal  | %       | aantal | %      |
| inwoners                       | 3343   | 100    | 1672    | 50      | 1671   | 50     |
| bevolkingsdichtheid (inw./km²) | 32     | 32     | 16      | 16      | 16     | 16     |

In 2002 bedroeg het gemiddelde inkomen per inwoner 1404,8 zł.

## Plaatsen
- Adamów
- Budy Trzcińskie
- Doleck
- Dukaczew
- Dzwonkowice
- Esterka
- Franciszkany
- Helenków
- Kaczorów
- Kawęczyn B
- Kazimierzów
- Kwasowiec
- Marianka
- Marianów
- Nowa Trzcianna
- Nowy Dwór
- Nowy Dwór-Parcela
- Nowy Kawęczyn
- Nowy Rzędków
- Podtrzcianna
- Psary
- Raducz
- Rawiczów
- Rzędków
- Sewerynów
- Stara Rawa
- Stary Rzędków
- Strzyboga
- Suliszew
- Trzcianna
- Zglinna Duża
- Zglinna Mała

## Aangrenzende gemeenten
Biała Rawska, Kowiesy, Puszcza Mariańska, Rawa Mazowiecka, Skierniewice